# Ufens niger
Ufens niger är en stekelart som först beskrevs av William Harris Ashmead 1888.  Ufens niger ingår i släktet Ufens och familjen hårstrimsteklar. Inga underarter finns listade i Catalogue of Life.